# Francevillite
La francevillite est une espèce minérale composée de vanadate hydraté d'uranyle, de baryum et de plomb, de formule (Ba,Pb)(UO2)2(VO4)2·5H2O. La francevillite forme une série continue avec la curiénite.

## Historique de la description et appellations

### Inventeur et étymologie
Décrit par Branche et al. en 1957, le nom dérive de la localité type, Franceville au Gabon.

### Topotype
Mine de Mounana, Franceville, Haut-Ogooué, Gabon. Les échantillons de référence sont déposés à l'École nationale supérieure des mines de Paris.

### Synonymie
Barium-Francevillite.

## Caractéristiques physico-chimiques

### Cristallographie
La francevillite cristallise dans le système orthorhombique, groupe d'espace Pcan (Z = 4). Ses paramètres de maille varient en fonction de sa teneur en plomb. Pour 4 % de plomb :
- paramètres de la maille conventionnelle : {\displaystyle a} = 10,419 Å, {\displaystyle b} = 8,510 Å, {\displaystyle c} = 16,763 Å ; V = 1 486,3 Å3 ;
- densité calculée = 4,47 g/cm3.

Les atomes de plomb sont localisés sur le même site que ceux de baryum. Le baryum est entouré par 9 atomes d'oxygène en coordination de type antiprisme carré à face carrée coiffée (groupes BaO9) : les liaisons Ba-O de l'antiprisme ont une longueur moyenne de 2,80 Å et la longueur de la liaison Ba-O coiffant l'antiprisme est 3,07 Å.
L'uranium est entouré par 6 atomes d'oxygène en coordination pentagonale pyramidale (groupes UO6) : la longueur de liaison U-O moyenne dans la base pentagonale est 2,34 Å, l'atome d'oxygène formant le sommet de la bipyramide est à une distance de 1,79 Å de l'uranium. Les groupes UO6 sont regroupés deux à deux par une arête de la base pentagonale et forment des groupes U2O10.
Le vanadium est entouré par 5 atomes d'oxygène en coordination tétragonale pyramidale déformée : la longueur de liaison V-O moyenne dans la base de la pyramide est 1,87 Å, l'atome d'oxygène au sommet est à une distance de 1,61 Å du vanadium. Les pyramides VO5 sont reliées entre elles par une arête de la base et forment des dimères V2O8 ; dans un tel dimère, les sommets des deux pyramides pointent vers des directions opposées.
Les dimères V2O8 sont reliés aux groupes U2O10 par des arêtes et forment des couches U2V2O10 parallèles au plan (a, b), séparées par les atomes de baryum.
La structure de la francevillite est très similaire à celle de la carnotite. Le cation divalent Ba2+ de la francevillite est remplacé dans la carnotite par deux cations monovalents K+. La différence dans la coordination de l'uranium provient des différentes teneurs en molécules d'eau dans ces deux espèces minérales.

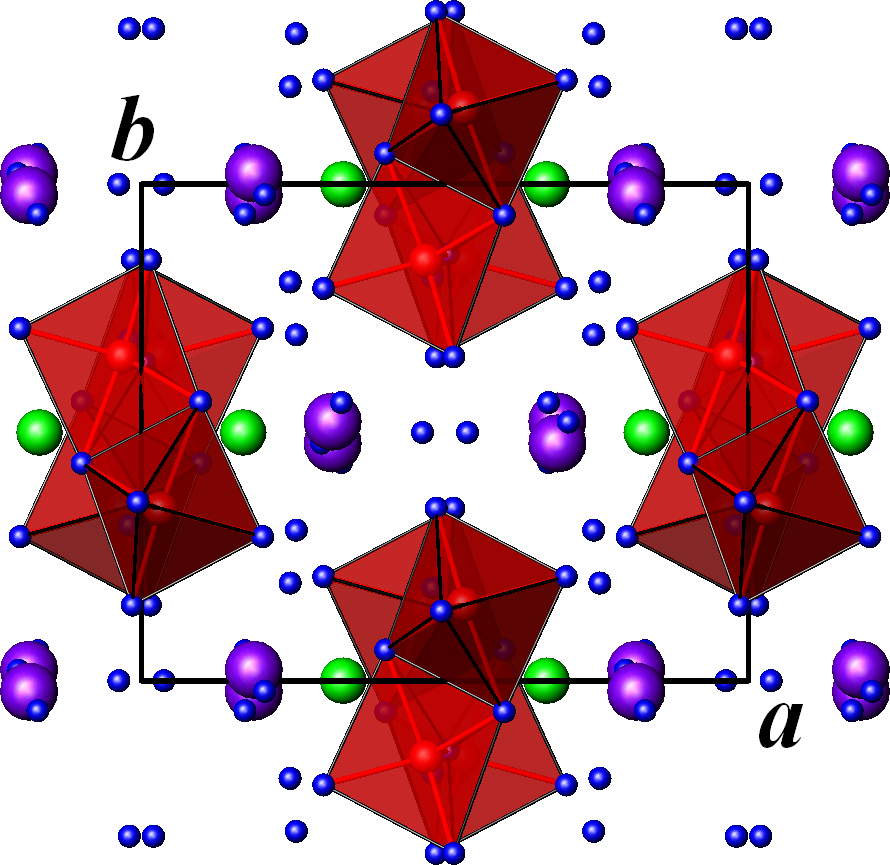
Structure de la francevillite, projetée sur le plan (a, b). Violet : U, rouge : V, vert : Ba et Pb, bleu : O. Les atomes d'hydrogène ne sont pas représentés.
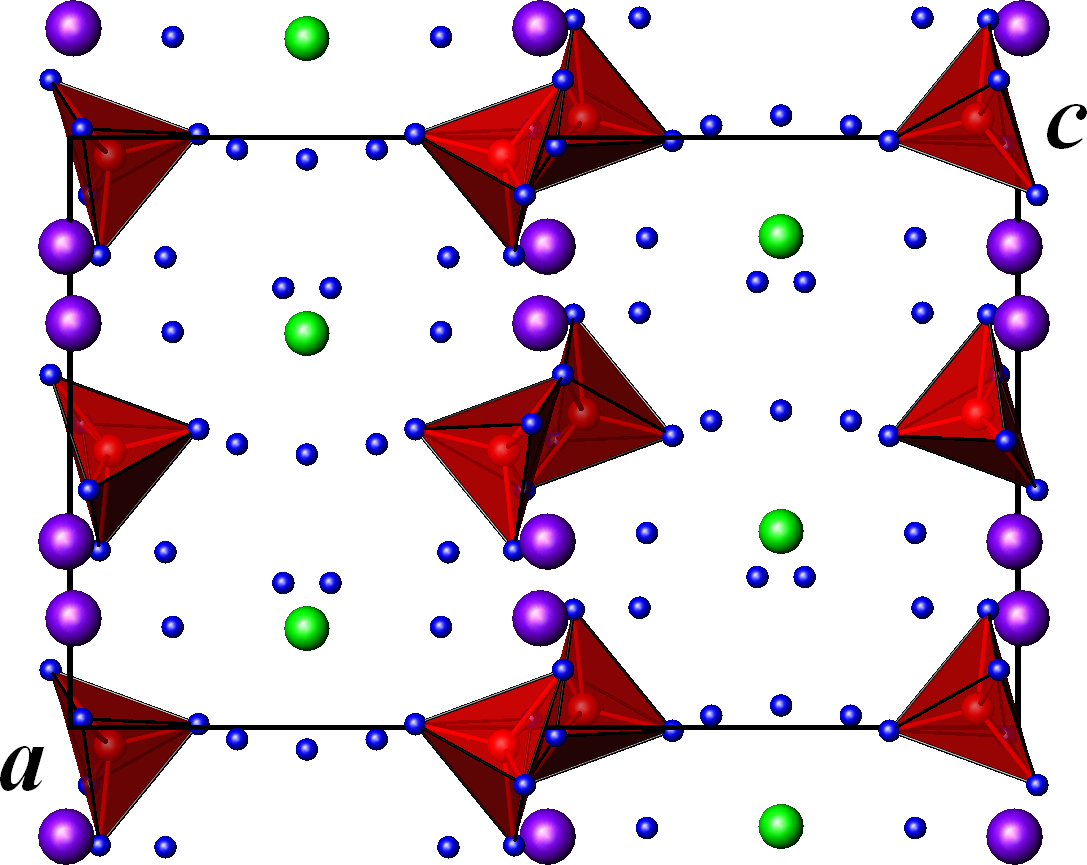
Structure de la francevillite, projetée sur le plan (a, c). Violet : U, rouge : V, vert : Ba et Pb, bleu : O. Les atomes d'hydrogène ne sont pas représentés.
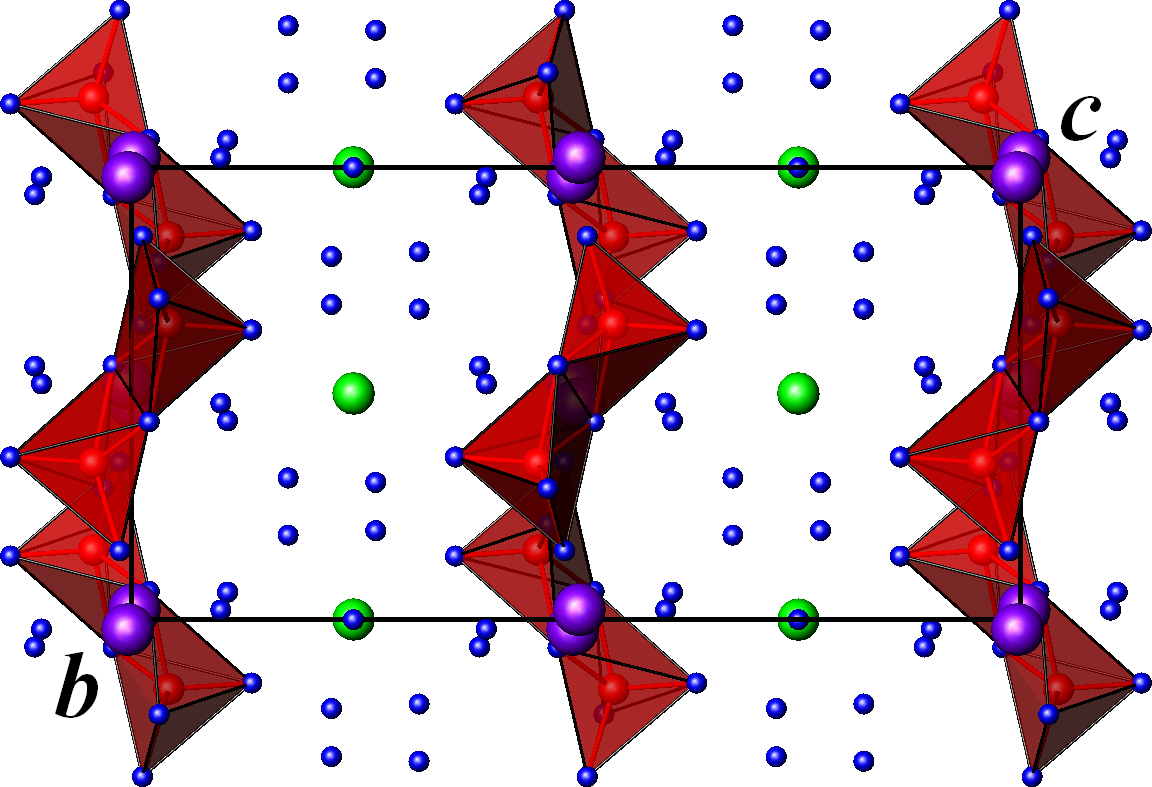
Structure de la francevillite, projetée sur le plan (b, c). Violet : U, rouge : V, vert : Ba et Pb, bleu : O. Les atomes d'hydrogène ne sont pas représentés.

## Gîtes et gisements

### Gîtologie et minéraux associés
C'est un minéral d'origine secondaire, se rencontrant dans la zone d'oxydation des gisements, avec d'autres vanadates comme la curiénite, la chervétite, la carnotite.
La Francevillite est associée aux minéraux suivants : autunite, carnotite, chervétite, curiénite, dewindtite, duttonite, gummite, johannite, kasolite, mounanaïte, mottramite, pechblende, torbernite, uranopilite, vanuralite.

### Gisements producteurs de spécimens remarquables
En France
- Saint-Pierre, Champagnac et Mauriac dans le Cantal, Auvergne, France[6]

Dans le monde
- Mine de Mounana, Franceville, Haut-Ogooué, Gabon (cette mine a été fermée en 1999 après 40 années de production.)[7]

## Exploitation des gisements

### Utilisation
La Francevillite est un minerai important d'uranium.

### Remarque sur la radioactivité
La couleur et la cristallisation attrayante de ce minéral le font rechercher par les collectionneurs.
Les collectionneurs doivent être conscients du fort taux de radioactivité de ce minéral tant dans la manipulation que dans le stockage ou l’exposition.

## Galerie

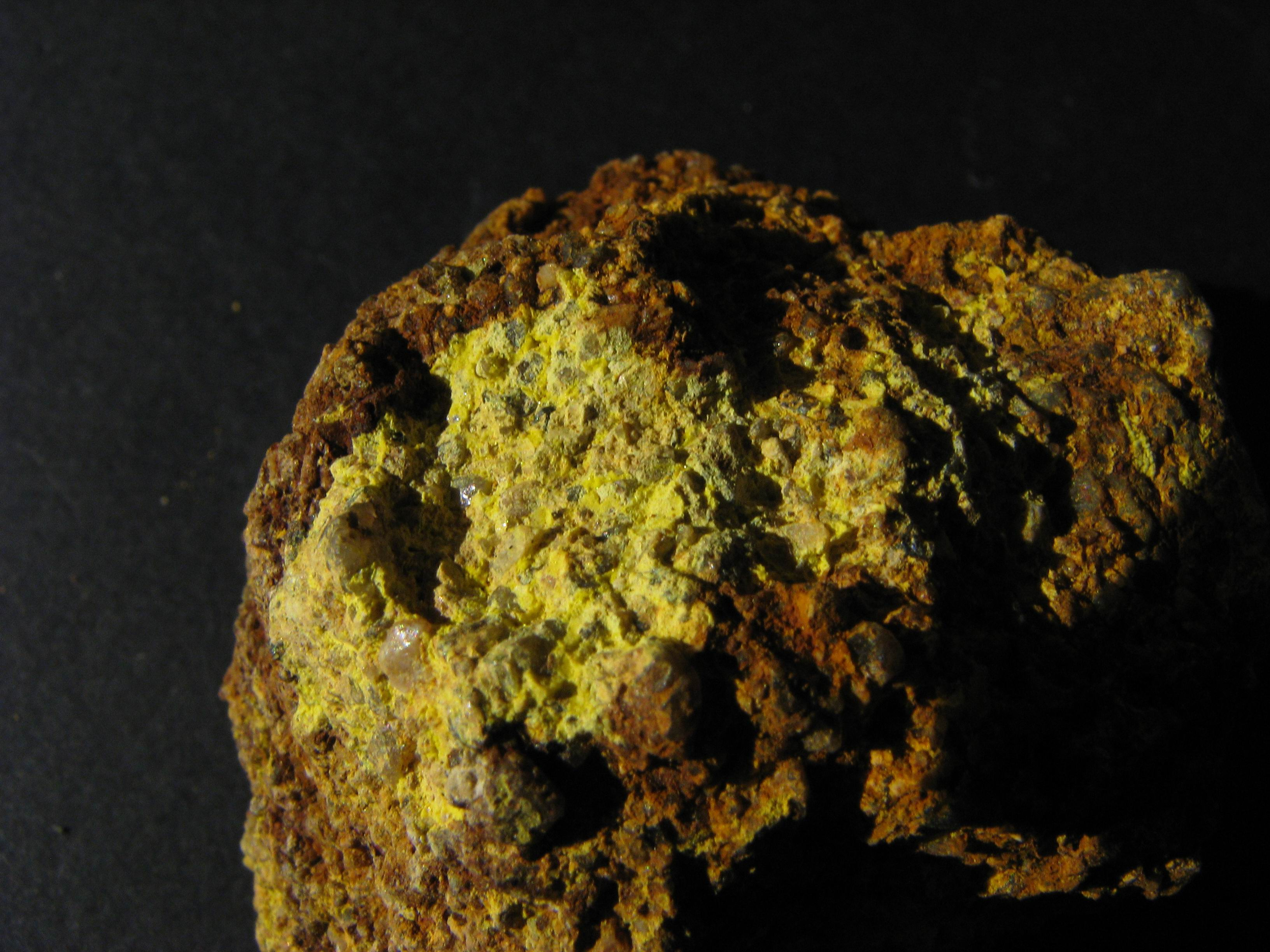
Francevillite Saint-Pierre-du-Cantal, Cantal, France
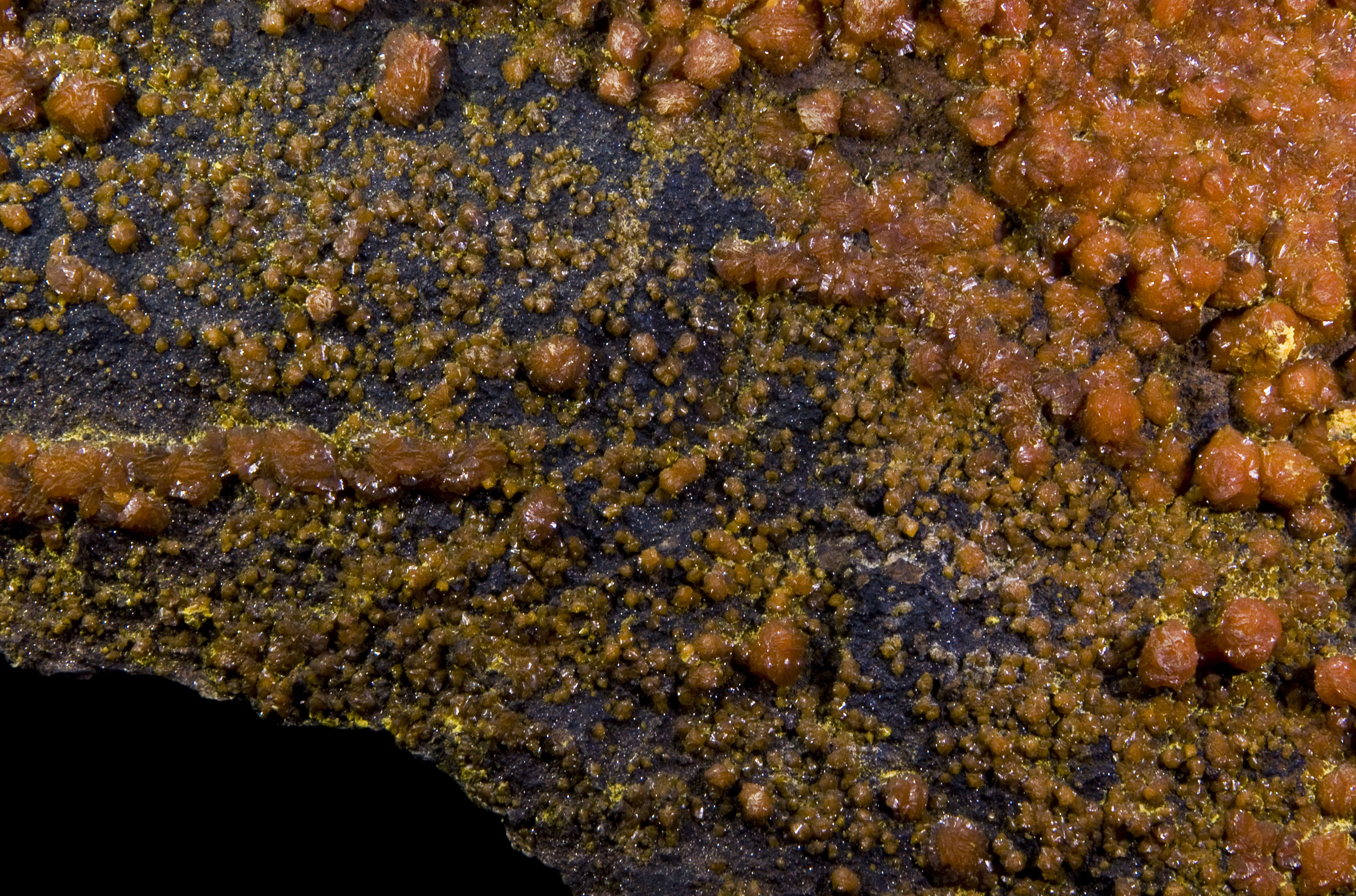
Francevillite sur mounanaïte - Mounana Gagon (7×4,5 cm)
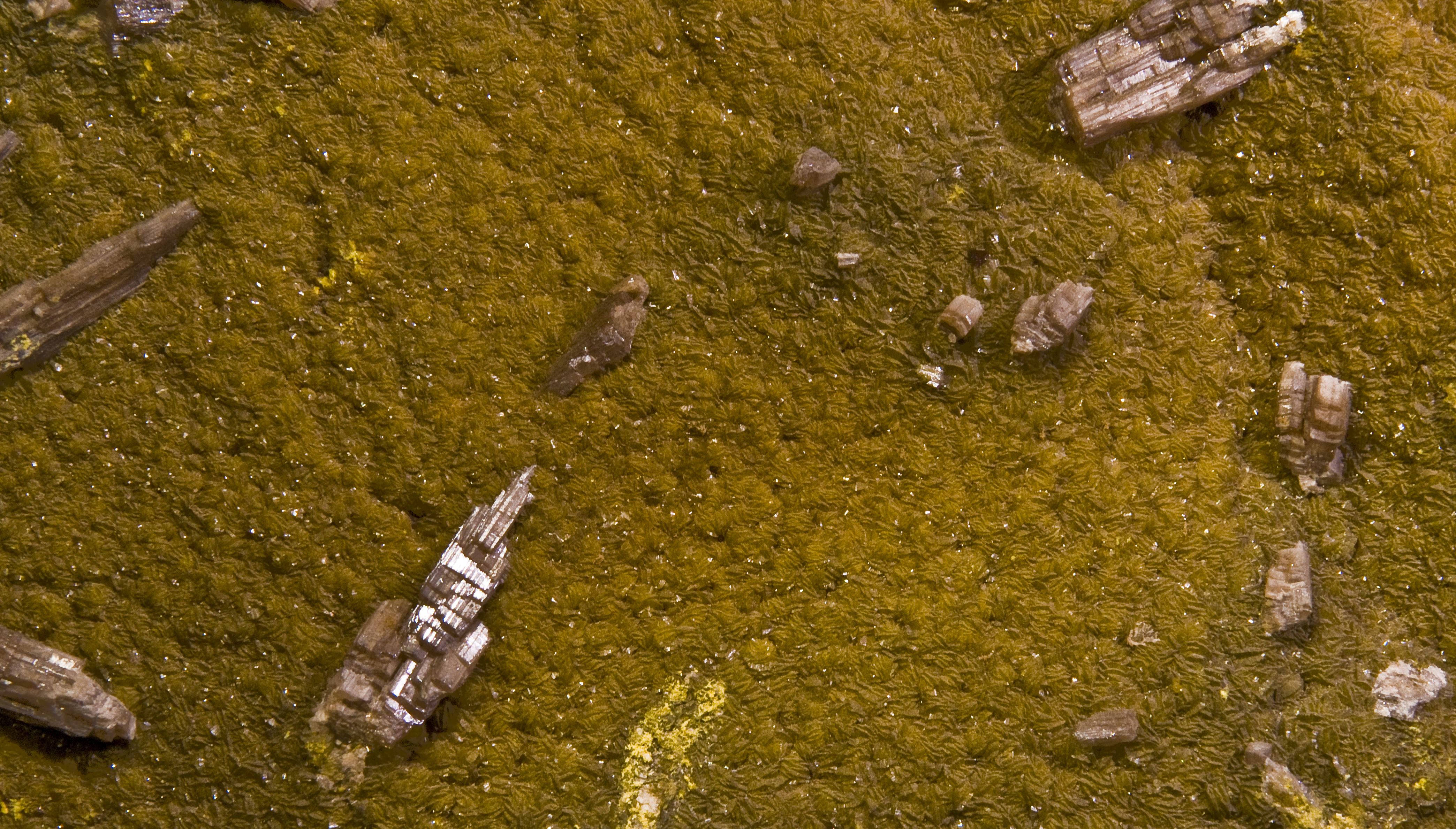
Francevillite avec chervetite - Mounana Gagon (7×4,5 cm)